# HD 122210
HD 122210，又名CD-39 8628，SAO 205096、HR 5259，是一颗恒星，视星等为6.13，位于銀經317.12，銀緯20.72，其B1900.0坐标为赤經13h 55m 16.6s，赤緯-39° 20.72′ 16″。